# Elemente problematice ale limbii române
Acest articol tratează câteva din cele mai frecvente greșeli de exprimare din limba română. Corectitudinea sau incorectitudinea exprimărilor este considerată aici din punctul de vedere al lucrărilor românești de specialitate, care reflectă în general modul de exprimare îngrijit al oamenilor culți. Aceasta este o perspectivă bazată pe lingvistica normativă sau prescriptivă.

## Cuvinte și expresii scrise sau pronunțate greșit
Tabelul de mai jos cuprinde câteva dintre greșelile cele mai frecvente de scriere sau pronunțare a unor cuvinte. Formele greșite sunt marcate cu asterisc.
| Greșit                             | Corect                         | Observații |
| ---------------------------------- | ------------------------------ | --- |
| *președenție                       | președinție                    | Probabil o influență de la prezidențial. |
| *fregvent                          | frecvent                       | Sub influența consoanei sonore [v] se modifică, greșit, și consoana surdă [k]. |
| *secment                           | segment                        | Nu derivă din verbul a secționa. |
| *cunoștiință                       | cunoștință                     | |
| *ștință                            | știință                        | |
| două *ridichii culoarea *ridichiei | două ridichi culoarea ridichii | Conform Dicționarului ortografic al limbii române din 2002 (și altor lucrări) pluralul nearticulat al substantivului ridiche este ridichi, iar forma articulată de genitiv-dativ este ridichii. |
| *noștrii *voștrii                  | noștri voștri                  | Grupul de consoane str din nostru face ca în forma de plural i-ul final să fie o vocală propriu-zisă, nu doar o palatalizare nesilabică a consoanei anterioare, așa cum se întîmplă cel mai frecvent (de exemplu ban - bani, alb - albi). Acest fenomen este interpretat greșit de unii vorbitori ca o necesitate de a scrie cuvântul noștri cu doi i la urmă. |
| *membrii *metrii                   | membri metri                   | Un fenomen similar se întâmplă în cazul substantivului membru (printre altele), care are la plural forma nearticulată membri și forma cu articol hotărît membrii; aceste forme sunt adesea confundate în scris. |
| mi-ar *place                       | mi-ar plăcea                   | Tranziție considerată greșită a verbului a plăcea de la conjugarea a II-a la a III-a în forma *a place și flexionarea lui după modelul verbelor a face, a duce. În aceeași categorie intră și verbe precum a tăcea, a părea etc. În caz de dubiu, pentru a determina conjugarea corectă există metoda de a construi infinitivul lung și de a observa poziția accentului, pe terminație (conjugarea a II-a: plăcere, tăcere, părere) sau pe rădăcină (conjugarea a III-a: facere, ducere); infinitivul scurt are accentul pe aceeași poziție (a plăcea, a tăcea, a părea, dar a face, a duce). |
| *genuchi                           | genunchi                       | |
| *delicvent                         | delincvent                     | Forma delicvent figurează totuși în câteva dicționare ca variantă a lui delincvent. |
| *oprobiu                           | oprobriu                       | |
| *frustare                          | frustrare                      | |
| *intinerar                         | itinerar                       | |
| *repercursiune                     | repercusiune                   | Probabil o influență de la cuvinte precum incursiune, recursiune, excursiune, toate derivate de la curs, în latină currere (a curge, a alerga), cu forma de participiu trecut cursum. Cuvintele percusiune și repercusiune derivă însă de la latinescul percutere (a lovi, a înfige). |
| *creem *crează                     | creăm creează                  | Verbul a crea se conjugă exact la fel ca a lucra, cu terminațiile adăugate la rădăcina cre- în loc de lucr-. Faptul că rădăcina se termină într-o vocală produce succesiuni de sunete relativ rare (de exemplu hiatul e-ă în creăm) și induce în eroare mulți vorbitori. |
| *mingie *mingii                    | minge mingi                    | Forma corectă a substantivului este minge. Forma mingie nu există în limba română, iar mingii nu este forma de plural, ci forma de dativ-genitiv a substantivului. |
| ca *și                             | ca („în calitate de”)          | Când ca este folosit în comparații cu sensul „la fel cu”, înlocuirea lui cu ca și este permisă (ca și mine, ca și cum). Sensul „în calitate de” nu permite o asemenea înlocuire, deși mulți vorbitori procedează astfel, uneori pentru a evita cacofonii: *A fost ales ca și conducător, *numirea lui ca și ministru. |
| *vroiam *vroiai *vroia etc.        | voiam voiai voia etc.          | Formele *vroiam etc. sunt foarte frecvente în uz, dar nu sunt acceptate de norma actuală. Ele sunt un hibrid între formele a două verbe diferite, sinonime: a voi și a vrea. La indicativ imperfect se preferă de obicei a voi, dar se pot folosi și formele lui a vrea: eu vream, tu vreai, el vrea, pronunțate cu diftongul ea; se observă că la persoana a III-a singular apare o coincidență supărătoare între imperfect și prezent. |
| *genoflexiune                      | genuflexiune                   | |
| *indentitate                       | identitate                     | Greșeală indusă, probabil, de cuvintele formate cu prefixul in-. |
| *transversa                        | traversa                       | Vorbitorii sunt induși în eroare de cuvintele formate cu prefixul trans-, prefix care are într-adevăr sensul de dincolo, peste, de cealaltă parte. A traversa provine însă din franțuzescul traverser. |
| *complect                          | complet                        | Unii vorbitori sînt influențați de adjectivele terminate în -ect (direct, perfect). |
| *celălant                          | celălalt                       | |
| *albitru                           | arbitru                        | |
| *hambal                            | handbal                        | |
| *nu fii *nu zi *nu fă              | nu fi nu zice nu face          | Forma de la imperativul negativ este identică cu forma de la infinitiv. |
| *agreem *agrează                   | agreăm agreează                | Verbul a agrea se conjugă exact la fel ca și a crea sau a lucra. |
| *ucrainian                         | ucrainean                      | |
| *prizoner                          | prizonier                      | |
| *infirmierie                       | infirmerie                     | |

## Acordul gramatical
Chiar și la vorbitorii nativi de limba română, cu precădere la cei din mediile sociale defavorizate sau la vorbitorii anumitor graiuri, se întâlnesc câteva greșeli frecvente în acordul gramatical:
- Dezacordul în număr la persoana a III-a dintre subiectul și predicatul unei propoziții: ce vrea ei?, ce-s cu aceste cărți?. Trebuie totuși observat că în graiul muntean este generalizată omonimia dintre forma de singular și cea de plural ale persoanei a III-a a verbelor la indicativ prezent — el merge, ei merge — și că astfel în cadrul acestui grai nu avem de a face cu un dezacord, ci cu un regionalism morfologic.[5]
- Dezacordul în gen și număr dintre articolul posesiv (al, a, ai, ale) și substantivul sau pronumele determinat: un batic a mamei, cei doi frați a prietenei mele.
- Dezacordul în gen și număr în construcțiile de tipul [...] al cărui [...], unde acordul se face în cruce. Exemple de greșeli: vecinii a căror fete, țara a cărui popor.
- Dezacordul dintre numeralul compus cu valoare adjectivală și substantivul determinat: doisprezece mii de euro în loc de douăsprezece mii de euro sau treizeci și unu de prefecturi în loc de treizeci și una de prefecturi.
- Dezacordul în caz dintre substantiv și adjectiv, în particular când substantivul de genul feminin singular este în cazul genitiv. Exemplu de greșeală: titlul unei lucrări scrisă recent (corect este titlul unei lucrări scrise recent).

## Calitatea limbii române folosite în audiovizual
Periodic, începănd cu octombrie 2007, Institutul de Lingvistică „Iorgu Iordan – Al. Rosetti” al Academiei Române și Consiliul Național al Audiovizualului desfășoară acțiuni de monitorizare a calității limbii române folosite de posturile de radio și televiziune din România. Sunt selectate acele posturi care, prin larga audiență, acoperirea teritoriului țării și ponderea semnificativă de emisiuni informative și de dezbatere, au un important rol educativ și cultural. Rezultatele monitorizării sunt publicate sub forma unor liste de greșeli și recomandări. Lista include, pentru posturile de televiziune, și greșeli ortografice și de punctuație apărute în textele afișate pe ecran.

### Ortografie
Cele mai grave greșeli de ortografie la posturile de televiziune constau în lipsa cratimei sau utilizarea ei acolo unde nu e necesară, de exemplu întro zi sau da-ți două-trei rânduri. Foarte frecvente sunt cazurile în care cratima lipsește din cuvintele compuse (sud coreean, prim ministru, Cluj Napoca etc.) sau este intercalată între prefix și cuvântul de care se atașează acesta (anti-românesc, vice-președinte etc.). Sunt semnalate de asemenea neglijența în redactarea textelor defilante și a subtitrărilor, precum și situațiile în care textul este scris ocazional sau chiar sistematic fără diacritice, dovadă a dezinteresului și a comodității redactorilor.

### Punctuație
Cele mai multe greșeli de punctuație privesc folosirea virgulei. Frecvent cuvintele de adresare în cazul vocativ și apozițiile nu sunt încadrate de virgulele necesare (Trei Doamne și toți trei!; A fost ucisă Cristina de soțul ei Alexandru?), iar în enunțurile în care pentru concizie este omis verbul, lipsa acestuia nu este marcată cu o virgulă, așa cum ar trebui (România în finala Eurovision). O altă greșeală este atunci când virgula lipsește înaintea conjuncțiilor adversative dar, iar, ci. În schimb se întâmplă ca virgula să fie folosită acolo unde nu trebuie, de exemplu între subiect și predicat (Jucătorii de la Rapid, vor și ei salarii mai mari?), între verb și complementul său prepozițional (Au participat, la instalarea primului episcop) sau înainte de și copulativ (1200 de euro ca să stăm aici, și încă 500 de euro...).

### Ortoepie
Greșeli de pronunție apar foarte frecvent la numeralele șaptesprezece, optsprezece, douăzecilea (rostite șaptisprezece, optîsprezece, douăzecelea). Adesea accentul cuvintelor este pus în alte poziții decât trebuie (prevederi, alibi, companii private). Cuvinte ca exact, executa, examina, în care în mod corect x se pronunță [gz], sunt uneori rostite cu [ks].
Ca o formă de hipercorectitudine, formele verbului a fi și pronumele personale care încep cu litera e sunt adesea pronunțate fără preiotare (fără un i semivocalic anterior): [eu], [este], [era].

### Morfologie
O greșeală morfologică frecventă este forma hibridă de imperfect a verbelor a vrea și a voi: vroiam, vroia etc. De asemenea conjunctivul verbului a avea devine la unii vorbitori să aibe în loc de să aibă. Verbul a trebui este uneori conjugat la persoana a III-a plural a indicativului prezent în forma trebuiesc în loc de trebuie. Numeroase greșeli constau în trecerea unor verbe de la conjugarea a II-a la conjugarea a III-a (vor apare, ne complacem, v-ar displace), dar și invers (remarcată în pronunții de genul spuneți-mi, ziceți-ne). Și alte verbe capătă uneori forme incorecte: să perturbeze, să manifeste, încetinează.
În cazul substantivelor greșelile cele mai frecvente privesc formele de plural și cele de genitiv-dativ: victimile, produsuri, respectiv domeniul medicinii, regele zgurei, din cauza cenușii, familia sorei, orele amiezei. Dintre adjective cel mai adesea este declinat greșit ultim: ultimile sondaje, ultimile meciuri. Se face foarte des confuzie între adjectivele minim, maxim și adverbele sau substantivele corespunzătoare minimum, maximum, de exemplu maxim 140 în loc de maximum 140 sau adrenalina e la maxim în loc de adrenalina e la maximum.

### Sintaxă
Una dintre erorile de sintaxă cele mai frecvente este omiterea prepoziției pe din fața pronumelui relativ care cu funcție de complement direct, de exemplu cu textele care le aveți în loc de cu textele pe care le aveți.
Cealaltă mare grupă de greșeli sintactice constă în dezacorduri de diverse tipuri: între subiect și predicat, între adjectivele numerale și substantivele determinate, dezacordul în caz al adjectivul feminin singular pus în forma de nominativ în loc de genitiv, dezacordul pronumelor al, care și dublării clitice etc. Uneori dublarea clitică lipsește cu desăvârșire: ei avertizează pe turiști să nu se aventureze în loc de ei îi avertizează pe turiști să nu se aventureze.
Se mai întâlnește, în special la vorbitorii din Muntenia, folosirea adverbului decât în construcții afirmative, în locul adverbului numai.
În construcțiile cu numerale este frecventă omiterea prepoziției de la numere începând cu 20, în special în scris: 122 dolari pe baril în loc de 122 de dolari pe baril.
În numeroase cazuri în loc de ca, folosit cu sensul de în calitate de, apare în mod greșit ca și: Ce ai întreba-o tu ca și reporter.
Greșeala cea mai frecventă de topică privește adverbul mai, care în mod normal trebuie să stea între pronumele personal și verb, dar care la unii vorbitori este antepus pronumelui: Poate mai ne vedem în loc de Poate ne mai vedem.
Se remarcă răspândirea unui stil telegrafic, în care raporturile sintactice dintre componentele unui grup nominal nu mai sunt marcate prin desinențele, prepozițiile sau articolele necesare: reprezentant casă pariuri în loc de reprezentantul casei de pariuri.
Conjuncția să este uneori înlocuită greșit cu ca să: dacă vreți ca să vă înscrieți.
Deși adverbul și forma sa superlativă nu se acordă, se întâlnesc foarte frecvent forme acordate precum formația cea mai bine clasată din România în loc de formația cel mai bine clasată din România.
Uneori apar fraze fără predicat, care sunt adesea părți ale frazei anterioare, care nu ar trebui să fie introduse de un punct, ci de o virgulă, sau de punct și virgulă. Exemplu: Mihai Eminescu a fost un poet strălucit. Un geniu.

### Lexic și semantică
O greșeală de semantică foarte adesea întâlnită este pleonasmul: un procent de 5 la sută, mai poate fi posibilă, pe tema subiectului nostru de astăzi, vreo aproximativ etc.
Ia amploare fenomenul de utilizare a unor cuvinte englezești chiar și în situațiile în care există un echivalent în limba română: job, shopping, updatat etc. Sunt foarte prezente și împrumuturile masive din limbi străine, în special din engleză în domeniile tehnice în care nu există cuvinte echivalente românești.